# 마산야구센터
마산야구센터(馬山野球센터, Masan Baseball Center)는 대한민국 경상남도 창원시에 있는 스포츠 시설 단지이다. 야구장인 창원NC파크와 마산종합운동장 야구장을 비롯하여, 마산체육관, 테니스장, 보조경기장, 수영장, 극장 등의 시설로 구성되어 있다. 과거에는 21,484명을 수용하며 축구와 육상을 할 수 있는 경기장인 마산종합운동장 주경기장이 있었다. 현재는 주경기장 자리에 창원NC파크가 신축되었다.

## 역사
1982년 전국체육대회 개최를 위해 1982년에 '마산종합운동장'(馬山綜合運動場)이라는 이름으로 개장했으며, 총 부지면적은 183,591m2에 시설면적은 96,133m2이다. 당시 공공기관인 마산시에서 설립하여 '마산공설운동장'으로도 불렸다.
마산종합운동장에서 열린 대표적인 대회로는 1982년의 전국체전과 2002년의 부산 아시안게임, 그리고 2008년의 제47회 경남도민체육대회 등이 있다.
2010년 7월 1일 통합 창원시 출범과 2012년 프로야구 구단 NC 다이노스 창단으로 어디에 새 야구장을 지을지 여러 차례 논란 끝에 새 야구장 부지가 이곳으로 확정되어 2016년 마산종합운동장 주경기장이 철거되었다.
NC의 신축 경기장 부지가 현 마산종합운동장 부지로 정해짐에 따라 창원시에서는 현 종합운동장 주경기장 부지를 허물고 새 야구장을 건립하였으며, 새 야구장인 창원NC파크는 2019년 3월 23일에 개장하였다. 그리고 2018년 11월부터 '마산종합운동장'에서 '마산야구센터'로 명칭이 바뀌었다.

## 주변 지역
정문 인근에 할인매장인 홈플러스 마산점이 있으며, 후문 인근에는 MBC경남 창원방송국이 있다. 또한 삼호로를 사이에 두고 옛 한일합섬 마산공장 부지에 건설된 메트로시티와 마주하고 있다.

## 같이 보기
- 마산종합운동장
- 창원NC파크
- 마산종합운동장 야구장